# Paolo Migone
Paolo Migone (San Paolo del Brasile, 23 giugno 1956) è un comico e cabarettista italiano.

## Biografia
Cresciuto a Livorno da madre piemontese e padre genovese, ha svolto svariati corsi di teatro. Ha frequentato la scuola di Philippe Blancher e di Yves Lebreton. Ha creato un personaggio dal tipico occhio nero, e dalla visione pessimistica delle cose che vanno dalla vita di coppia alla frenetica vita della metropoli milanese, alle ingiustizie della società italiana.
Nel 2012 al Festival Nazionale Adriatica Cabaret vince il Delfino D'oro alla carriera come miglior cabarettista dell'anno.

### MigoNoè
Migone nel 2008 ha proposto l'istituzione di un'"arca di Noè" per raccogliere e "salvare" società, aziende, individui singoli, progetti, idee, che, non solo sono finalizzate a migliorare l'ambiente, ma agiscono in ogni loro aspetto nel rispetto dello stesso. Questo significa l'esclusione di chi cavalca l'ecologia in malafede, solo per lucrare utili.
Per ora sono solo quattro aziende: producono pannelli solari, pale eoliche e cappotti termici per case. I progetti finora in cantiere sono la costruzione di una serie case ecosostenibili e un servizio di ricarica ecologica e gratuita di pile.
Il personaggio di MigoNoè è un discendente di Noè. Costui è capace di sentire la Terra lamentarsi per come viene trattata dall'uomo. MigoNoè prevede un nuovo Diluvio e, quindi, prepara un'arca capace di raccogliere chi pensa al futuro dei propri figli.

## Filmografia

### Cinema
- Un paradiso senza biliardo, regia di Carlo Barsotti (1991)
- Kiss Me Lorena, regia di Guglielmo Favilla e Alessandro Izzo (2005)
- Non c'è più niente da fare, regia di Emanuele Barresi (2007)
- Questo mondo è per te, regia di Francesco Falaschi (2011)
- Ridere fino a volare, regia di Adamo Antonacci (2012)

### Televisione
- Extra Tv Telenorba (1994)
- Melensa Telenorba  (1995)
- Zelig (2000-2014, 2016, 2021)
- Telerentola (2001)
- Palco doppio palco e contropalcotto (2010)
- Fratelli Benvenuti (2010)
- Miss Italia 2011 (2011)
- Il boss dei comici (2015)
- Colorado (2017)

## Teatro
- Completamente spettinato (2003-2005)
- Fuori piovevano incudini (2010)
- Don Chisciotte (senza esagerare), con Marco Marzocca e Francesca Censi (2006-2007)
- Gli uomini vengono da Marte, le donne da Venere, dal libro di John Gray (2013-2014; 2016-2018)
- Italia di m...are (2015)
- Beethoven non è un cane (2018)

## Libri
- L'occhio nero al panda gliel'ho fatto io (Kowalski, 2003)
- Abbracciati da sola che c'ho d'andà via (Kowalski, 2005)